# Sámod megállóhely
Sámod megállóhely egy Baranya vármegyei vasúti megállóhely, melyet a MÁV üzemeltetett, Sámod településen. Jelenleg a vasúti forgalom szünetel.

## Vasútvonalak
A megállóhelyet az alábbi vasútvonalak érintik:
- Középrigóc–Villány-vasútvonal

## Kapcsolódó állomások
A vasúti megállóhelyhez az alábbi állomások vannak a legközelebb:
- Vajszló megállóhely (Középrigóc–Villány-vasútvonal)
- Kémes megállóhely (Középrigóc–Villány-vasútvonal)

## Forgalom
A megállóhelyen és a rajta áthaladó vasútvonalon a forgalom 2007. március 4-étől szünetel.
Bővebben: 2007-es magyarországi vasútbezárások

## Megközelítése
A megállóhely a településtől kb. 1 kilométerre délre, külterületen helyezkedik el, majdnem közvetlenül az 5804-es út mellett, közúti megközelítését is az az út biztosítja.